# Ехегнадзор
Ехегнадзо́р (арм. Եղեգնաձոր, до 1935 года — Кешишкенд) — город в Армении, административный центр Вайоцдзорской области.

## География
Расположен на правом берегу реки Арпа, в 119 км к юго-востоку от Еревана, на шоссе Ереван—Сисиан. Ближайшая железнодорожная станция — Ерасх находится в 58 км на северо-восток от города. Климат умеренно континентальный, короткая, но довольно холодная зима и долгое, жаркое лето. Среднемесячные температуры от −7 в январе до +24 в июле. Планируется строительство железной дороги из Армении в Иран, которая будет в любом случае проходить через Ехегнадзор. В городе действует краеведческий, археологический и этнографический музей.

## История

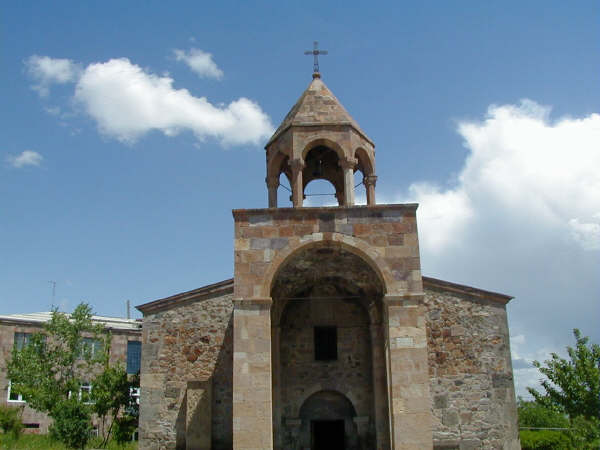
Церковь в Ехегнадзоре

Ехегнадзор — одно из древнейших поселений исторического Сюника. Здесь находился престол разных армянских княжеских семей. С середины XVIII по начало XIX вв. город входил в состав Нахичеванского ханства. Ехегнадзор разросся за счет переселения армян из Персии (в большинстве своём, это были потомки армян, депортированных из данного региона вглубь Персии при шахе Аббасе в начале XVII века) вскоре после русско-персидской войны. Рост города стал заметным после 1931 года, когда он стал райцентром.
Ехегнадзор славится своими винами, из которых наиболее знамениты производимые в селе Арени. В городе действуют консервный и сыродельный заводы, ковроткацкие предприятия.
Население Ехегнадзора составляло в 1831 году 332 человек, в 1897 — 1307, в 1926 - 1583, в 1939 — 2567, в 1959 — 3567, в 1980 — 7053. Согласно переписи населения в 2001 году в городе проживало 8187 человек.
В 1935 году постановлением ВЦИК СССР Кешишкендский район и районный центр село Кешишкенд переименованы соответственно в Микояновский район и село Микоян.
В 1957 году Указом ПВС Армянской ССР Микояновский район переименован в Ехегнадзорский, а село Микоян в Ехегнадзор.
Рядом с городом расположены Агаракадзорский мост  (XIII век), хачкары XII-XVI веков, крепость IV века, церковь Сурб Аствацацин XVII века (перестроена в XIX веке). В центре города установлен памятник погибшим в боях за советскую власть, недалеко от него на холме — памятник погибшим в Великой Отечественной войне ехегнадзорцам, а также памятник деятелям Гладзорского университета. Близ Ехегнадзора расположены сёла Ехегис и Гладзор, в которых сохранились памятники средневековой армянской культуры.

## Археологические раскопки
В январе 2018 года, в результате строительных работ на стадионе одной из школ города, рабочими были обнаружены древние артефакты. После проведения разведывательных раскопок были выявлены старинная винодавильня и винный погреб, с вкопанными в землю ёмкостями для хранения вина. По предварительным данным находки датируются XII—XIV веком. В будущем, в данном месте, планируется провести масштабные раскопки с целью раскрытия всего комплекса.

## Население
По материалам сельско-хозяйственной переписи населения 1922 года по Армении, в городе число армян составляло 1359 человек, азербайджанцев (указаны как «тюрко-татары») — 11. Всего — 1370 человек.
По состоянию на 2023 год население составило 7 022 человек.

## Галерея

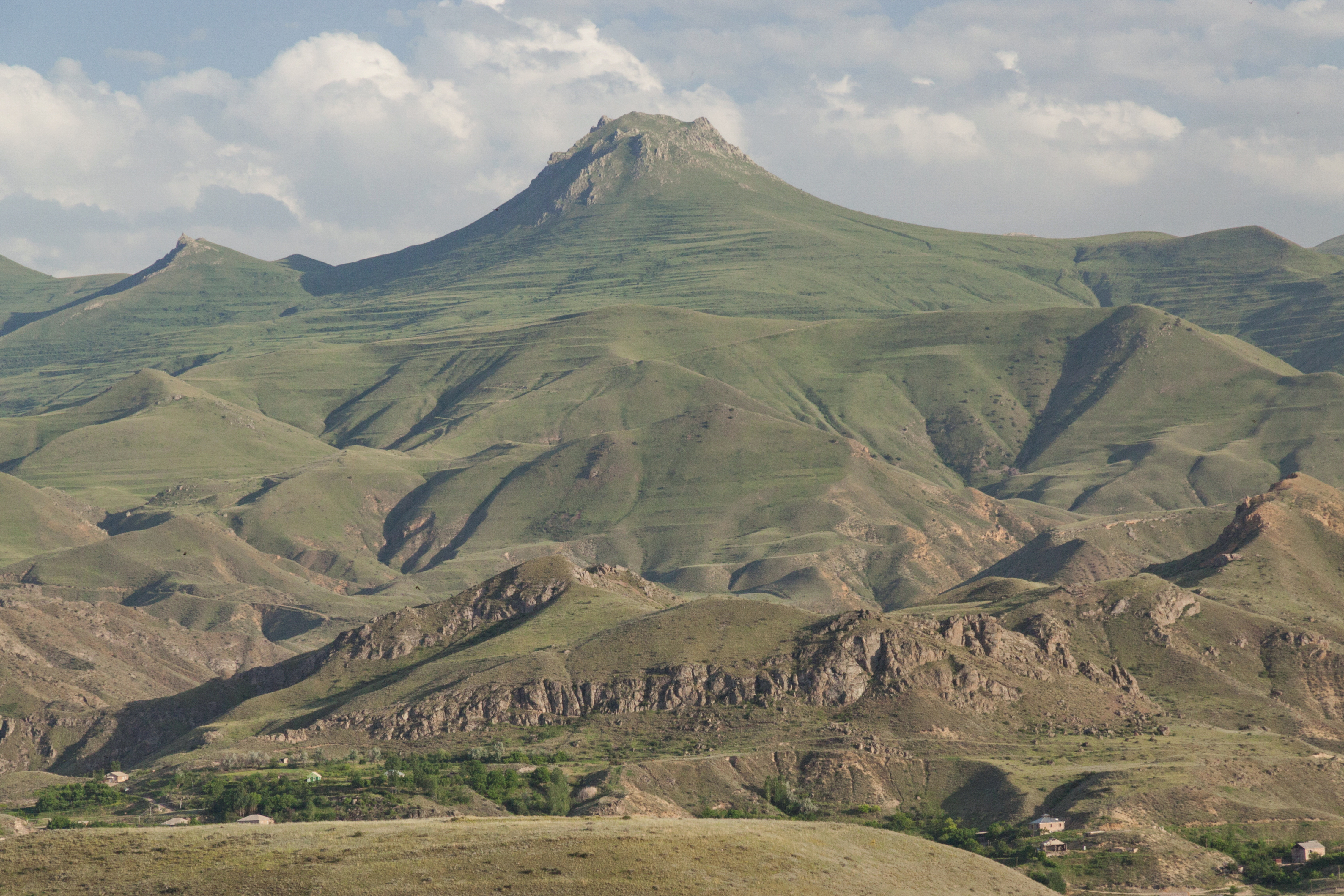
Пейзаж в районе города
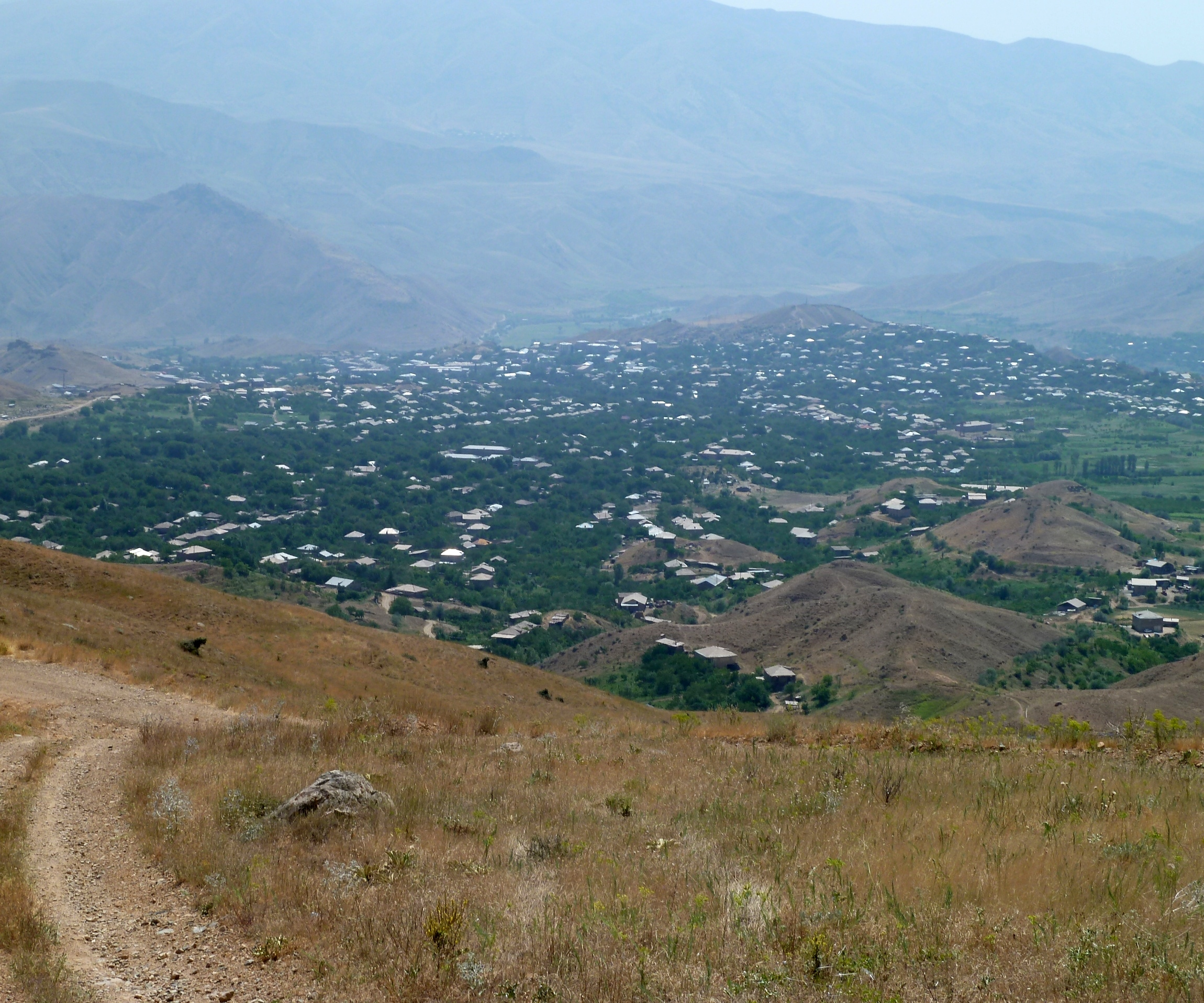
Вид на город
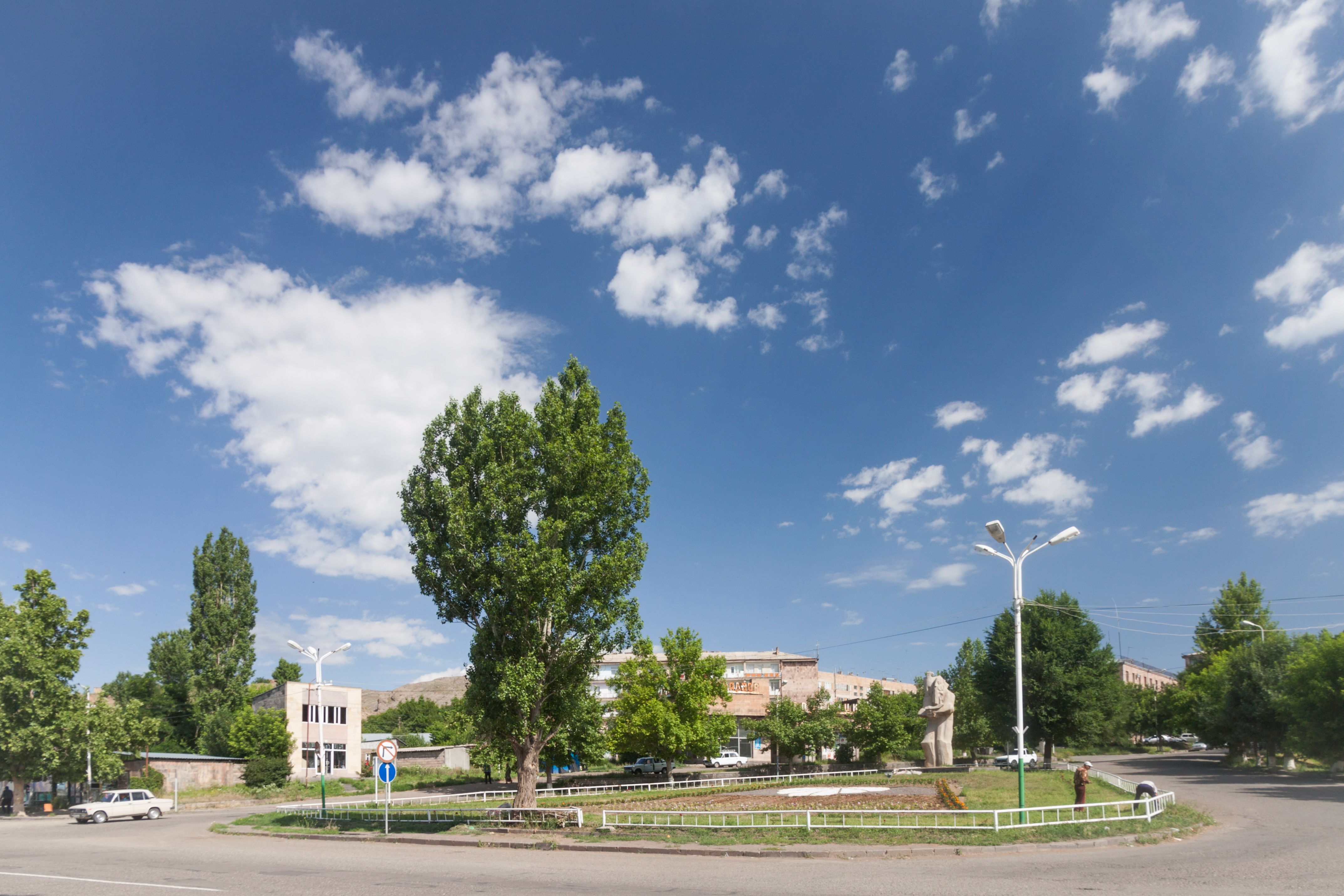
Одна из улиц
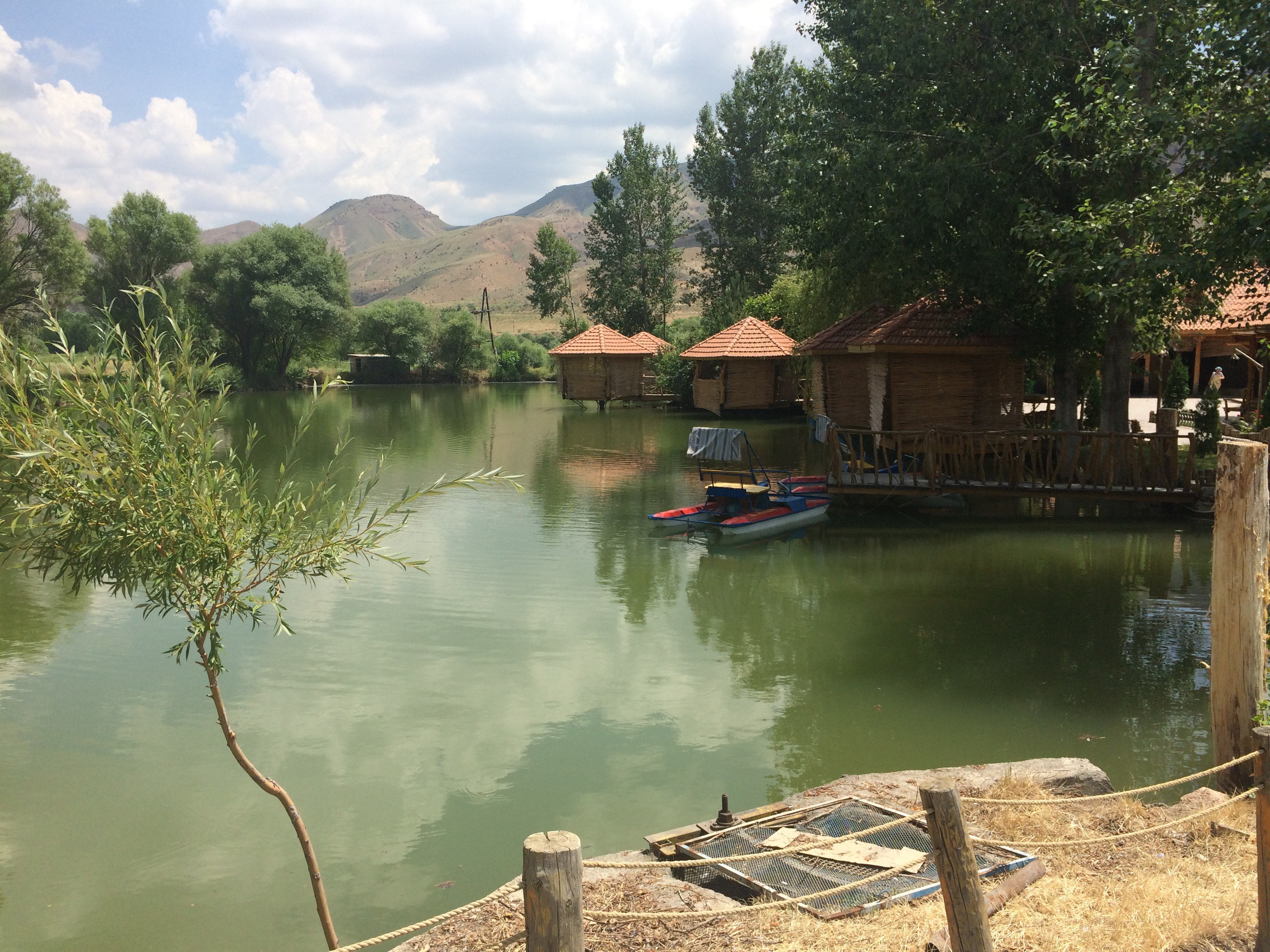
Ресторан